# R23 (België)
De R23 is de ringweg rond de stad Leuven in Vlaams-Brabant. Op het zuidelijk gedeelte van de ringweg geldt een snelheidsbeperking van 50 km/u. De Singels tussen de Tervuursepoort en het Artoisplein hebben het karakter van een expresweg en daar kan 70 worden gereden. Er zijn daar ook veel minder verkeerslichten. In totaal heeft de ring rond Leuven een lengte van 7,25 km.
Van eind 2012 tot begin 2014 werd het viaduct bij de Lüdenscheidsingel grondig gerenoveerd, toen daar werd vastgesteld dat niet kon worden volstaan met het vernieuwen van de toplaag . Het fietspad werd toen opgeofferd om plaats te maken voor een busstrook die vermijdt dat bussen tijd verliezen bij het oprijden van het Johanna-Maria-Artoisplein. Sindsdien is fietsen op de R23 verboden in beide richtingen tussen Johanna-Maria-Artoisplein en Mechelsepoort. In 2019 werd gestart met de aanleg van een vervangend tweerichtingfietspad. Door het ongunstige traject en het grote hoogteverschil is dit een complexe constructie in een sleuf .
In 2013 werden werken uitgevoerd ter hoogte van Gasthuisberg om de invoering van de Binnenringbus in april 2014 mogelijk te maken, als aanvulling op de Buitenringbus.
In 2020 komen er twee bijkomende bushaltes op de R23 tussen Brusselsepoort en Artoisplein .
Momenteel omvat de ring nog het Voerviaduct. In de plaats zou een kruispunt komen, wat verder van het centrum verwijderd . Daarmee verdwijnt een van de laatste gratis parkings in Leuven. In 2019 waren deze werken nog niet gestart. Wel is een paar jaar gewerkt aan het openleggen van de Voer op de Kapucijnenvoer.

## Traject
De R23 heeft vele benamingen. In wijzerzin van het noorden naar het zuiden:
- De Lüdenscheidsingel: het gedeelte tussen de Mechelsepoort en de Aarschotsesteenweg.
- De Diestsevest: het gedeelte tussen de Aarschotsesteenweg en de Diestsestraat.
- De Oostertunnel: het gedeelte onder het Martelarenplein.
- De Tiensevest: het gedeelte tussen de Diestsestraat en de Tiensepoort. Een gedeelte van de huizen op de Tiensevest ligt in Kessel-Lo
- De Geldenaaksevest: het gedeelte tussen de Tiensepoort en Parkpoort. Met parallel daaraan de Leon Schreursvest.
- De Naamsevest en de Erasme Ruelensvest (eigenlijk R23z): het gedeelte tussen Parkpoort en de Naamsepoort.
- De Tervuursevest en het Voerviaduct: het gedeelte tussen de Naamsepoort en de Tervuursepoort.
- De Rennes-Singel: het gedeelte tussen de Tervuursepoort en de Brusselsepoort.
- De Den Boschsingel: het gedeelte tussen de Brusselsepoort en de Mechelsepoort

Toon traject in detail, inclusief fietspaden

## Galerij

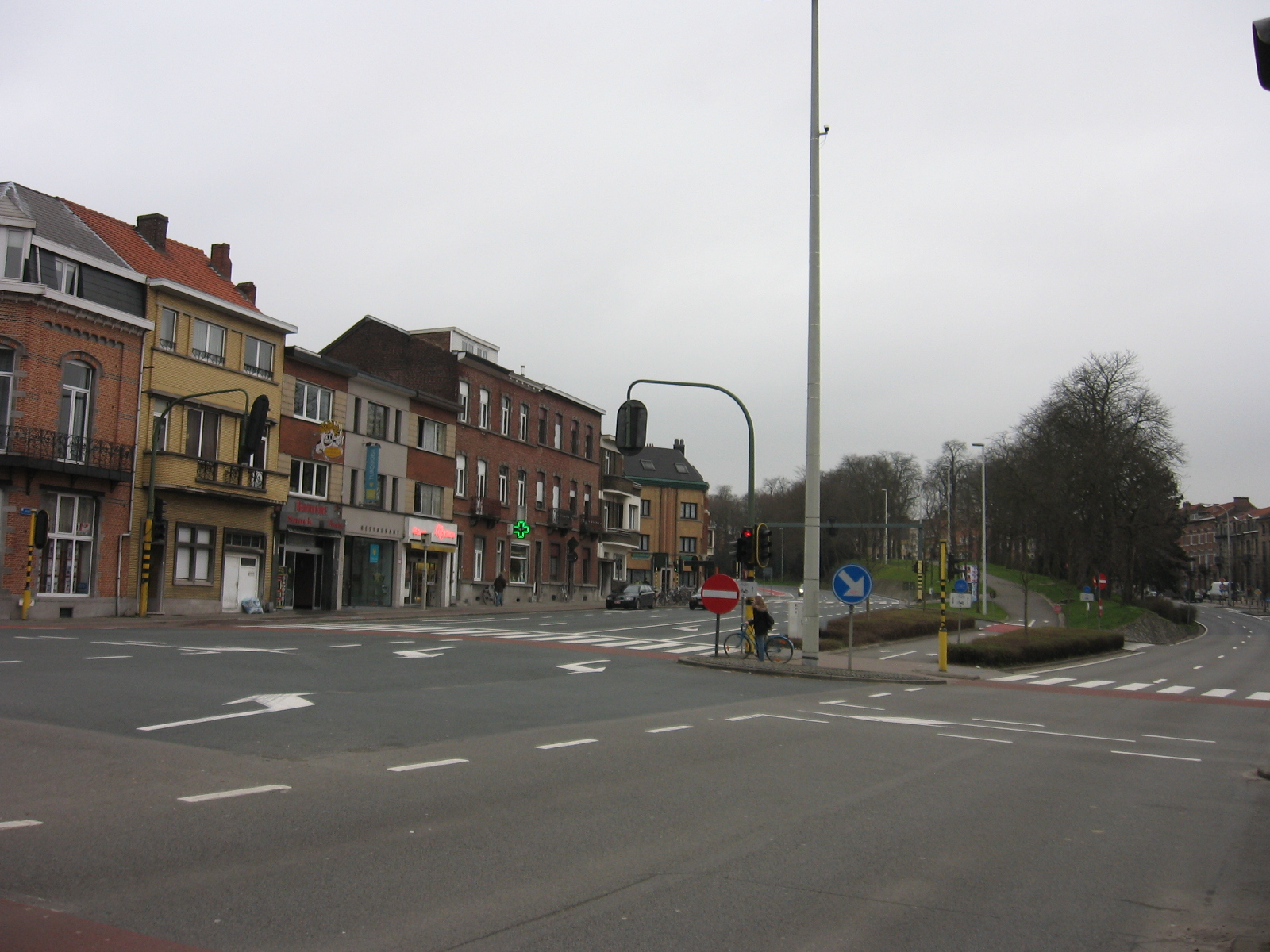
Naamsepoort
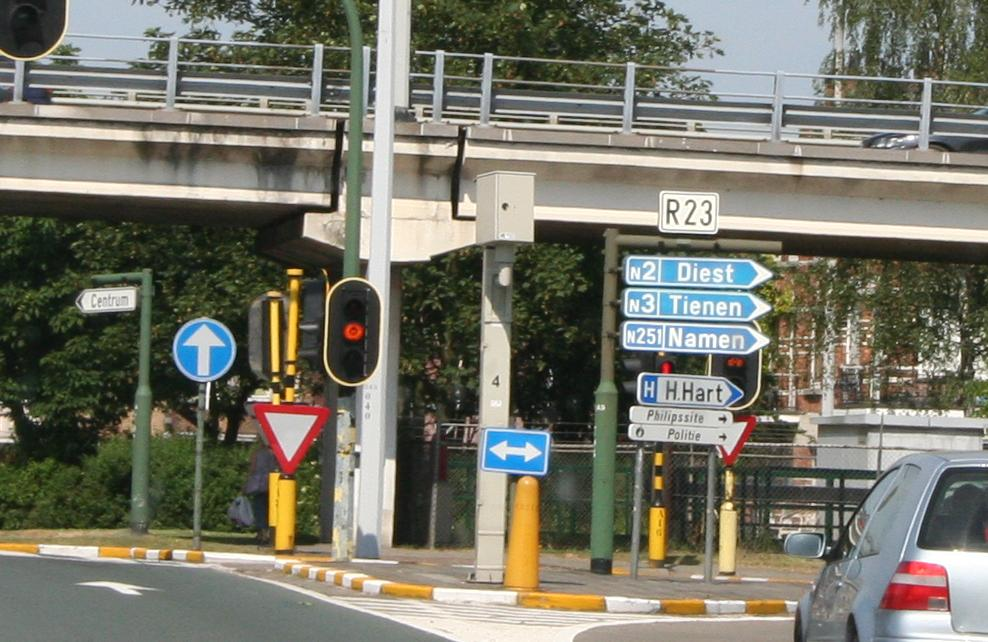
Ter hoogte van afrit 1, Kapucijnenvoer

R-wegen:
R0 · R1 · R2 · R3 · R4 (R4a · R4z) · R5 (R5a) · R6 · R7 · R8 · R9 · R10 · R11 (R11a) · R12 · R13 · R14 · R15 · R16 · R18 · R20 (R20a · R20b) · R21 (R21a · R21b · R21c · R21d) · R22 (R22a · R22z) · R23 (R23z) · R24 · R25 · R26 · R27 (R27a) · R30 (R30a · R30b) · R31 · R32 · R33 · R34 · R35 · R36 (R36z) · R40 (R40a) · R41 · R42 · R43 · R50 · R51 · R52 · R53 · R54 · R55 · R61 (R61a) · R62 · R70 · R71 · R72 · R73
N-wegen die (gedeeltelijk) een ringweg omvatten:
N1 · N3 · N4 · N6 · N7 · N8 · N9 · N13 · N17 · N27 · N27a · N28 · N29 · N31 · N32 · N34 · N35 · N36 · N37 · N38 · N39 · N41 · N44 · N46 · N47 · N49 · N50 · N55 · N60 · N60d · N70 · N71 · N72 · N73 · N75 · N76 · N78 · N80 · N81 · N82 · N90 · N92 · N113 · N153 · N203 · N203a · N390 · N405 · N416 · N441 · N473 · N498 · N556 · N700 · N712 · N712b · N717 · N722 · N725 · N748 · N750 · N769 · N967